# Louis de Vries
Louis de Vries (* 6. Januar 1905 in Groningen als Levie de Vries; † 5. September 1935 in Zwolle) war ein niederländischer Jazztrompeter, der als einer der europäischen Spitzentrompeter im Jazz seiner Zeit galt.

## Leben und Wirken
De Vries stammte aus einer musikalischen Familie; von seinem Vater, einem Amateurmusiker, lernte er Trompete; seine Geschwister Jack und Clara de Vries waren ebenfalls Jazzmusiker.
Als Jugendlicher spielte er im Tuschinsky Theater Orchester (1920), dann war er Mitglied in den Bands von Oscar Logan (1923), Edgar Adeler (1925), mit den Excellos Five (1925, mit Aufnahmen bei Grammophone/Polydor), Max Reinhardt (1926), Frank Guarente (1926) und Kai Ewans (1928). Im selben Jahr lieferten die Brüder de Vries mit ihren Midnight Rounders die Musik für die niederländische Industrieausstellung. 1929 und 1930 arbeitete Louis de Vries bei Marek Weber (1929), Julian Fuhs, Dajos Béla und Ben Berlin (1930). Dann gehörte er nach Aufnahmen mit seinen eigenen Rhythm Boys zum Orchester von Juan Llossas (1931–32, Aufnahmen bei  Electrola). Mit seinen Rhythm Boys nahm er 1935 für Decca auf.
Anschließend leitete er gemeinsam mit seinem Bruder die Internationals, mit denen es zu Aufnahmen unter eigenem Namen kam (1933 bei Kristall, 1934 Cinetone). Mit Jack de Vries spielte er insgesamt 1926 bis 1929 und 1932 bis 1935. Am 30. November 1934 ehrte Louis Armstrong die Brüder De Vries mit einem Besuch. In mehreren Publikationen wird beschrieben, dass Louis de Vries aufgrund der Anspannung weit unter seinem Niveau spielte. Dennoch war Armstrong Jack de Vries zufolge von Louis de Vries’ Spiel so beeindruckt, dass er ihn „Louis de Vries den Ersten“ nannte (dessen Spitzname in Rotterdam zuvor „Louis Armstrong der Zweite“ gewesen war). Am 1. Dezember 1934 schrieb Armstrong an die Brüder de Vries, dass sie das beste Orchester hätten, das er je in Europa gehört habe. Armstrong nannte ihn bei einer Gelegenheit den besten Trompeter Europas und De Vries hatte den Beinamen Dutch Armstrong in den Niederlanden. Anfang 1935 gehörte kurzzeitig Coleman Hawkins zu den Internationals.
Im Frühjahr 1935 arbeitete Louis de Vries mit Valaida Snow in England, wo es auch zu Aufnahmen kam. Zurück in den Niederlanden war er in einen Autounfall verwickelt, in dessen Folge er an einer Blutvergiftung starb. Zuvor hatte er noch einen Vertrag für anderthalb Jahre in den USA zu spielen erhalten.